# Insurrezione cinese a Mandor
L'insurrezione cinese a Mandor, nota anche come ribellione di Mandor (in cinese: 工頭叛亂) o terza guerra kongsi, tra il 1884 ed il 1885, fu una ribellione mossa da cinesi e sostenuta dai Dayak contro il governo delle Indie orientali olandesi.
Mentre gli olandesi si sentirono attaccati da questa rivolta, i cinesi si sentivano gli ultimi difensori della repubblica di Lanfang, una confederazione kongsi che esisteva dalla fine del XVIII secolo per contrastare l'invasione olandese e che venne però fatta terminare nel 1885 alla fine della guerra in corso.

## Antefatto
Nel Borneo occidentale, i cinesi stabilirono il primo dei loro insediamenti minerari nel 1760, estromettendo gli olandesi locali ed i principi malayani locali, fondando un loro stato denominato repubblica di Lanfang. La repubblica di Lanfang era una delle tre confederazioni kongsi che controllavano il territorio del Borneo occidentale. Nel 1819 questa entrò in conflitto col governo olandese a causa di "incompatibilità di vedute", preparando il terreno per lo scoppio della ribellione del 1884-1885.
Gran parte delle confederazioni vennero smantellate dagli olandesi dopo le guerre kongsi. La repubblica di Lanfang fu una delle ultime a sopravvivere perché seppe negoziare un accordo con gli olandese che le permise di rimanere autonoma. Lanfang poté continuare ad eleggere i propri presidenti, ma gli olandesi ottennero il diritto di veto sulla loro approvazione. Dalla metà del XIX secolo, gli olandesi cercarono in qualche modo di limitare l'autorità della repubblica di Lanfang.

## L'inizio della rivolta
La ribellione scoppiò improvvisamente tra i cinesi di Mandor il 23 ottobre 1884, quando il controllore olandese De Rijk e 4 o 5 dei suoi consiglieri vennero uccisi presso le loro case. La rivolta si diffuse rapidamente dal momento che i cinesi vennero aiutati dai dayak che avevano subito ripetuti attacchi da parte degli olandesi. Questi erano organizzati perlopiù in bande che operavano col metodo della guerriglia.

## Eventi successivi
I registri coloniali olandesi danno resoconti dettagliati di vari incidenti e dell'uccisione di molti soldati olandesi, pur non dando le motivazioni per cui i cinesi ed i dayak erano insorti contro il governo olandese, dando per scontato solo che la rivolta dovesse essere soppressa.
Secondo i registri olandesi:
- Il 24 dicembre 1884, una pattuglia si stava portando a Landak alla ricerca del capo dayak Goenang Pa che aveva dato rifugio a due capi insurrezionalisti cinesi. Ad ogni modo a Sebadoe la pattuglia venne attaccata improvvisamente da lacuni rivoltosi riparati dietro trincee appositamente preparate. Gli olandesi vennero costretti a ritirarsi, lasciando il fuciliere van den Berg (matr. n. 16923), pesantemente ferito, nelle mani del nemico.
- Il 3 gennaio 1885 una pattuglia di guardia si scontrò con dei ribelli presso Mamie e dovette ritirarsi. Durante questio attacco, il capitano di fanteria A.J. Tengbergen rimase ferito.
- Il 6 gennaio, presso Theo Toe Kong, una pattuglia di 30 uomini sotto la guida del primo tenente L.T.H. Cranen incontrò una banda di insorti. Durante questo scontro, il sergente A.H. Schwartz (matri. n. 12698) rimase ucciso ed il comandante della pattuglia con altri tre soldati olandesi rimasero feriti.
- I cinesi ripeterono i loro attacchi a Ko Phiang ed a Mandor.
- Il 20 gennaio 1885 un trasporto si vide uccidere due membri dell'equipaggio, il fucilieri Schooneere (matri. n. 4923) ed il nativo Bangoeloeng (matr. n. 9606) ed ebbe tre feriti.
- Durante il passaggio di un convoglio il 24 gennaio del 1885, il fuciliere europeo Ramel (matr. n. 9606) rimase ucciso.
- Il 25 gennaio il convoglio venne nuovamente attaccato. Durante l'attacco il caporale De Bruyn (matr. n. 14788), il fuciliere Segalas (matr. n. 1157) ed il nativo Batong (matr. n. 9152) rimasero uccisi. Il fuciliere nativo Inan (matr. n. 13915) venne pesantemente ferito e morì successivamente; il primo tenente E. van Dijk morì durante il trasporto a causa di uno shock termico.
- Durante un attacco alla vaporiera Emanuel che stava viaggiando da Pontianak a Mentidoeng, il fuciliere Simoel (matr. n. 13,976) venne ferito. Cadde nel fiume Mempawah ed annegò.
- F. van Braam Morris, controllore del distretto di Mempawah vide l'avvicinarsi di alcuni dayaks. Questi tentarono di riconquistare un avamposto presso Mentidoeng che era stato abbandonato il 27 gennaio di quello stesso anno e che ora era passato ai cinesi. Il tentativo fallì ed il controllore van Braam Morris venne ucciso. Il fuciliere Zuurveen (matr. n. 5994) rimase gravemente ferito e morì il 7 febbraio successivo. Il fuciliere nativo Sajat rimase pure ferito.
- Il 3 febbraio 1885 una pattuglia da Mandor a Theo Toe Kong composta da 100 soldati e 2 mortai venne colpita nel bel mezzo della foresta a un quarto d'ora di viaggio da Theo Toe Kong. Il fuciliere nativo May (matr. n. 90561) venne pesantemente ferito e morì in seguito.

## Il monumento a Mandor
In memoria di quanti caddero durante la rivolta di Mandor, le autorità olandesi eressero a Pontianak nel 1889 un obelisco commemorativo.
Sul fronte dell'obelisco si trovava una targa coi nomi dei caduti.